# Shorobe
Shorobe est une ville du Botswana.